# 和郷園

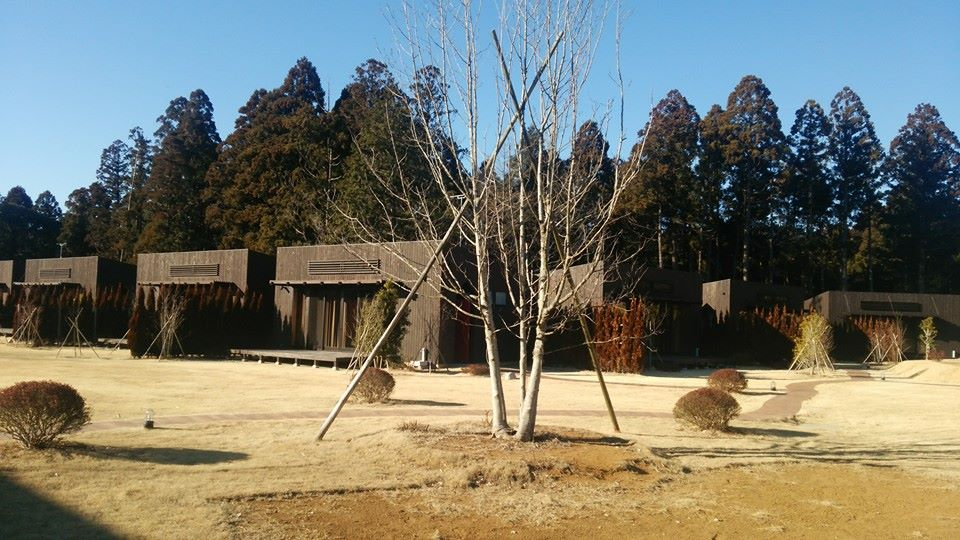
THE FARM　コテージ

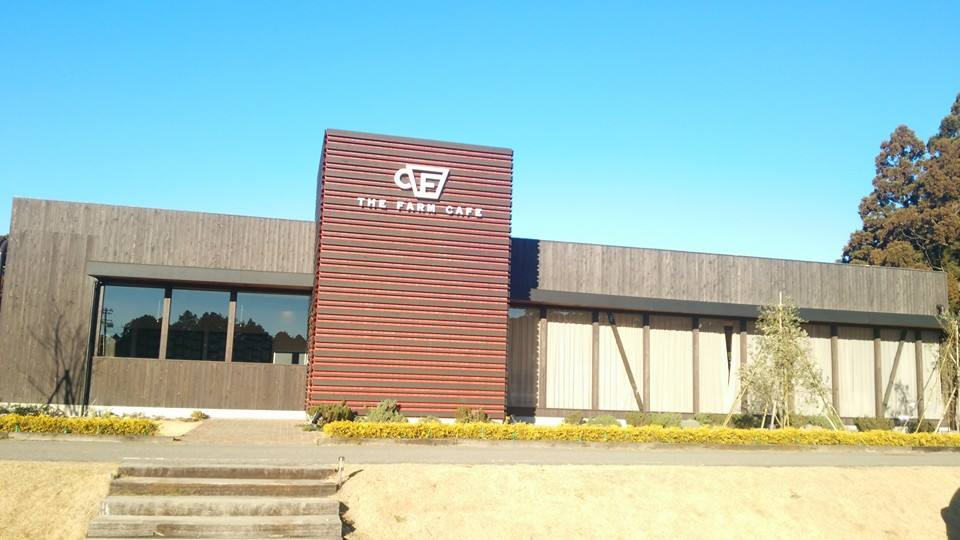
THE FARM CAFE

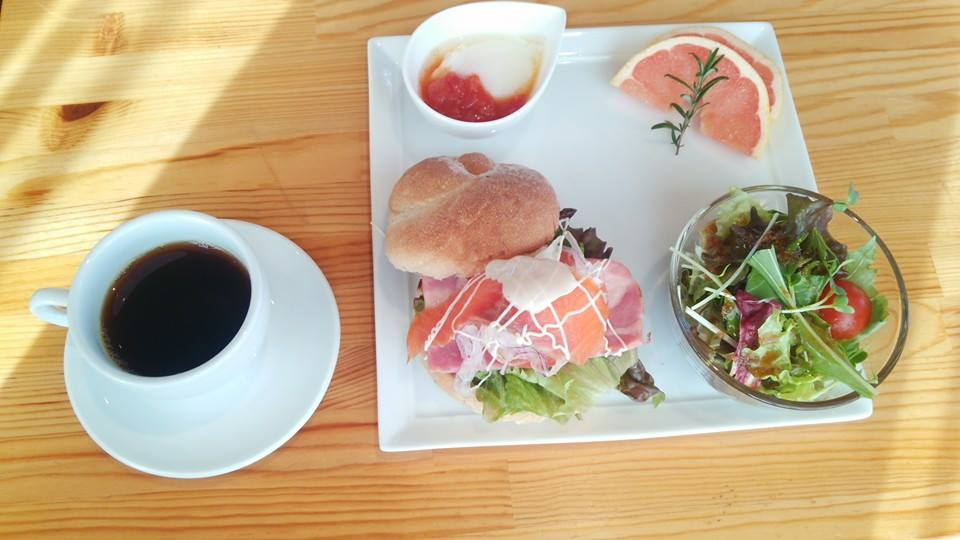
THE FARM CAFE 朝食

和郷園（わごうえん）は、千葉県香取市にある農事組合法人である。千葉県北東部及び茨城県南部の生産者約100軒からなる「農事組合法人和郷園」と、生産された農産物に様々な付加価値を付けた商品流通を担う「株式会社和郷」が密接に連携した農業法人グループ。基本理念は「生産者の自律」。生産からリサイクルまで総合的に行う「自然循環型農業」を展開している。

## 概要
供給過剰による価格の下落が進展することを危惧し、市場に代わる新しい需要先を創りだす必要があると考え、1991年に木内を中心に有志5名で野菜の産直を開始。規格外野菜の活用の加工事業から、BtoC（Business to Consumer）事業のスーパーマーケット「OTENTO」を、2006年に東京都大田区田園調布に開店。レストランと野菜の直配などを兼ねた「ザ・ファーム・カフェ」を神奈川県川崎市に2013年に出店するなど、農業の6次産業化を積極的に展開している。
海外事業では、タイ・香港・上海に進出。2013年に完成した「農園リゾートTHE FARM」は、東京から車で80分の距離に位置する。敷地内（約10ha）には、貸農園・バーベキュー広場、コテージ、温泉施設、イタリアンレストランなどを有する。

## 沿革
- 1991年（平成3年）- 野菜の産直を開始（有志5名）
- 1994年（平成6年）- 7月 BMW（バクテリア・ミネラル・ウォーター）技術排水処理プラントを稼動。
- 1996年（平成8年）- 6月 有限会社和郷を設立。
- 1998年（平成10年）- 4月 栗源パックセンターを稼動。
  - 9月 牛糞堆肥化ラインを稼動。
  - 11月12日 農事組合法人和郷園を設立[11]。
- 1999年（平成11年）- 4月 野菜残渣処理開始（リサイクル事業本格稼動）
- 2002年（平成14年）- 7月 第27回山崎記念農業賞を受賞。
- 2003年（平成15年）- 3月 風土村を開業[12]。
  - 3月 冷凍工場さあや'Sキッチンを稼動。
  - 6月 各委員会設立（生産、交流、内部監査委員会）
- 2004年（平成16年）- 9月 さかき小見川農場がユーレップギャップ（EUREPGAP：欧州小売業組合適正農業規範）を取得。
  - 11月 千葉県農業推奨賞を受賞。
  - 12月 野菜カットセンターを稼動。
- 2005年（平成17年）- 3月 第10回環境保全型農業推進コンクール優秀賞を受賞[13]。
  - 4月、日本GAP協会の設立に参画[14][15]。
  - 8月 有限会社和郷を株式会社和郷に組織変更。
  - 11月 海外事業部設立（タイ王国OTENTO社）マンゴー・バナナの取扱を開始。
- 2006年（平成18年）- 3月 株式会社ケンズ（店名OTENTO）を設立。OTENTO田園調布店を開業[16]。
- 2007年（平成19年）- 12月 OTENTO香港を設立。
- 2008年（平成20年）- 11月 千葉県農林水産功労者賞を受賞。
- 2009年（平成21年）- 2月 第14回「千葉元気印企業大賞」地球環境貢献賞を受賞。
  - 5月 株式会社ケンズを株式会社OTENTOに名称を変更[17]。
  - 6月 かりんの湯を開業[18]。
  - 10月 第7回「ハイ・サービス日本300選」を受賞[19]。
- 2010年（平成22年）- 2月、「千葉県ベンチャー企業経営者表彰」優秀社長賞を受賞。 
  - 9月 THE FARM AGRIZM PARK CHIBA KATORI（ザ・ファーム アグリズムパークチバカトリ）を開業[20][21][22]。
- 2011年（平成23年）- 7月 農業生産法人「野村和郷ファーム株式会社」を設立[23][24]。
- 2012年（平成24年）- 9月12日 株式会社ふくしま和郷園を設立[25]。
- 2013年（平成25年） - 4月8日 京急大師線港町駅前トリプルタワーマンション「リヴァリエ」に「THE FARM CAFE」を開業[26][27][28][29]。
  - 4月27日 「THE FARM CAFE」（ザファームカフェ）開業[30][31]。
  - 7月19日 THE FARMコテージを開業[32][33]。
  - 10月 主力商品である「プレミアムフルティカトマト」に、「農業ICTクラウドサービス」の「灌水制御機能」を導入[34][35]。
- 2014年（平成26年）- 5月12日、株式会社福井和郷を設立[36]。
  - 11月14日 KNT-CTホールディングス株式会社と業務提携。近畿日本ツーリストとの「観光と農業の連携」により、6次産業化を推進[37]。
- 2015年（平成27年）- 1月31日 NHK土曜ドラマ『限界集落株式会社』のモデルになる[38][39]。
- 2016年（平成28年）- 6月6日、CSN地方創生ネットワークと和郷の鮮魚・農産物輸出事業の統合並びに資本業務提携と基本合意契約を締結[40][41][42]
  - 8月1日、大型テントのキャンプ場『グランピング』（15棟）を開業[43][44][45]。

## 関連会社
- 株式会社和郷
- 株式会社ザ ファーム [45][46]。
- 株式会社郷（ふるさと）[47]
- 有限会社風土村[48]
- 野村和郷ファーム株式会社[49]
- 株式会社OTENTO[50]
- AGS株式会社
- 株式会社ふくしま和郷園[51]
- 株式会社福井和郷[52]

## アクセス
- 高速バス
  - 銚子〜東京駅・浜松町線（運行会社：千葉交通[53]・京成バス[54]）旭ルート 東京駅八重洲口から山田下車で約90分。
- 車
  - 東関東自動車道大栄インターチェンジから国道51号・東総有料道路で約20分（15 km）

## テレビ番組
- プロフェッショナル仕事の流儀 誇りと夢は、自らつかめ 農業経営者 木内博一（2009年6月2日、NHK）[55]
- 日経スペシャル カンブリア宮殿 年商4000万円の農家続出　ニッポン農業の未来はココに！（2013年8月1日、テレビ東京）[56]

## 書籍

### 関連書籍
- 『限界集落株式会社』（著者:黒野伸一）（2011年11月25日、小学館）ISBN 9784093863155
  - 『限界集落株式会社』（著者:黒野伸一）（2013年10月8日、小学館）ISBN 9784094088670
- 『最強の農家のつくり方 「農業界の革命児」が語る究極の成長戦略』（著者:木内博一）（2010年8月20日、PHP研究所）ISBN 9784569775456
- 『「結農」論 小さな農家が集まって70億の企業ができた』（著者:木内博一）（2016年3月25日、亜紀書房）ISBN 9784750514659

## DVD
- 『プロフェッショナル仕事の流儀 農業経営者、農家 木内博一の仕事 誇りと夢は自らつかめ/ドキュメント』（2010年3月26日、NHKエンタープライズ NSDS-14439）

## 関連書
- 黒野伸一著 『限界集落株式会社』小学館 ISBN 9784093863155 2011年11月25日
- 木内博一著 『最強の農家のつくり方　「農業界の革命児」が語る究極の成長戦略 』PHP研究所 ISBN 9784569775456 2010年09月

### 専門雑誌
- 日経プラス10 「“もうかる農業”の仕組みとは？年商60億円の農家集団」 - ウェイバックマシン（2015年2月1日アーカイブ分）
- 東洋経済オンライン 農業よ農民よ！経営者たれ 直売所革命vs「6次産業」化--木内博一・農事組合法人和郷園代表理事/長谷川久夫・農業法人みずほ代表取締役社長
- 【日本農学アカデミー・（公財）農学会共同主催公開シンポジウム】六次産業化は農業と地域経済を変えるか!食と環境と健康の経営と科学

### 動画
- 【櫻LIVE】「農業をひとつの政策で考えず、悪条件の場所は別の考え方をすべきだ」 強い農業を育て、同時に山間部農業を守る方法とは?
- 【カンブリア宮殿】年商4000万円の農家続出 ニッポン農業の未来はココに！和郷園 代表理事 木内 博一（きうち・ひろかず）氏
- 【千葉の社長.tv】農事組合法人和郷園 木内 博一
- あすか会議 成長戦略としての農業 - YouTube